# Orthocentrus contrerasi
Orthocentrus contrerasi (лат.) — вид паразитических перепончатокрылых наездников подсемейства Orthocentrinae из семейства Ichneumonidae.

## Распространение
Центральная Америка: Мексика (Hidalgo, Tlanchinol, La cabaña, N 21°01′19.5″, W 98°38′45.1″, 1520 м).

## Описание
Мелкие перепончатокрылые наездники, длина тела около 5 мм. Длина переднего крыла 2,9 мм. Жгутик состоит из 23 флагелломеров. Основная окраска коричневая с жёлтым лицом, клипеусом и усиками и другими желтоватыми отметинами на теле. Задние бёдра в 3 раза длиннее своей ширины, а задние голени в 3,7 длиннее ширины в апикальной части. Жвалы редуцированные, узкие, не перекрываются при закрытии. Наличник не отделяется от лица, образуя равномерно выпуклую поверхность. Скапус усиков длинный. Мезосома гладкая. Метасома вытянутая. Задние ноги массивные. Яйцеклад короткий. Личинки (предположительно, как и у других близких видов рода) — паразиты насекомых.

## Классификация и этимология
Вид был впервые выделен в 2019 году российским гименоптерологом Андреем Эдуардовичем Хумала (Институт леса Карельского научного центра РАН, Петрозаводск, Россия) по типовым материалам из Мексики. Близок к видам Orthocentrus scabrosus, Orthocentrus flavoorbitalis, Orthocentrus rhombifer. Видовое название дано в честь A. Contreras (UNAM), собравшего типовую серию.